# Renato Raffaele Martino

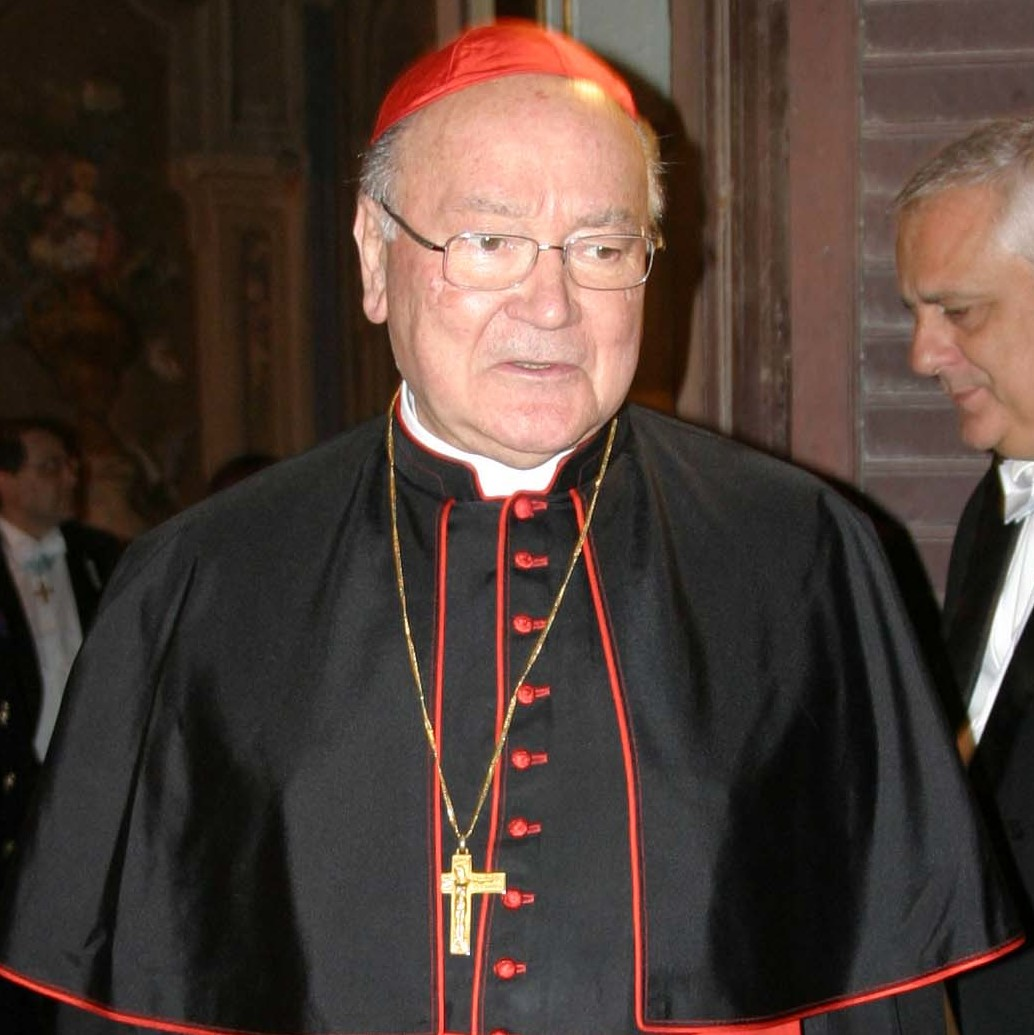
Kardinal Martino (2011)

Kardinalswappen von Renato Raffaele Martino

Renato Raffaele Martino (* 23. November 1932 in Salerno; † 28. Oktober 2024 in Rom) war ein italienischer Geistlicher, Diplomat des Heiligen Stuhls und Kurienkardinal der römisch-katholischen Kirche sowie zuletzt Kardinalprotodiakon.

## Leben
Renato Raffaele Martino war Seminarist am Almo Collegio Capranica, er studierte an der Päpstlichen Universität Gregoriana und an der Lateranuniversität Philosophie und Katholische Theologie. Im Jahre 1957 empfing er das Sakrament der Priesterweihe für das Erzbistum Salerno-Acerno. Nach weiteren Studien promovierte er im Fachbereich Kanonisches Recht und spezialisierte sich darüber hinaus auf diplomatische Fragen. 1962 trat er in den diplomatischen Dienst des Vatikans ein und arbeitete als Sekretär in den Auslandsvertretungen des Heiligen Stuhls in Nicaragua, auf den Philippinen, im Libanon und in Brasilien.
Am 14. September 1980 ernannte ihn Papst Johannes Paul II. zum Titularerzbischof von Segermes und zum Pro-Nuntius in Thailand sowie zum Apostolischen Delegaten für Laos, Singapur und Malaysia. Die Bischofsweihe spendete ihm Agostino Kardinal Casaroli am 14. Dezember desselben Jahres. Mitkonsekratoren waren der Sekretär der Kongregation für die Evangelisierung der Völker, Erzbischof Duraisamy Simon Lourdusamy, und der Erzbischof von Salerno-Acerno, Gaetano Pollio.
Während seiner Amtszeit wurde die gemeinsame Delegatur für Laos, Singapur und Malaysia in je eigene diplomatische Vertretungen umgebildet, am 7. Dezember 1983 wurde seine Beauftragung als Apostolischer Delegat in Malaysia auch auf Brunei ausgeweitet. Am 3. Dezember 1986 wurde er zum ständigen Beobachter des Heiligen Stuhls bei den Vereinten Nationen in New York ernannt.
Seit Oktober 2002 war er Präsident des Päpstlichen Rates Iustitia et Pax. Papst Johannes Paul II. nahm ihn am 21. Oktober 2003 als Kardinaldiakon mit der Titeldiakonie San Francesco di Paola ai Monti in das Kardinalskollegium auf.
Martino nahm am Konklave 2005, in dem Benedikt XVI. gewählt wurde, teil. Dieser bestätigte Martino in allen seinen Ämtern und übertrug ihm am 11. März 2006 zusätzlich das Amt des Präsidenten des Päpstlichen Rates der Seelsorge für die Migranten und Menschen unterwegs.
Am 28. Februar 2009 nahm Papst Benedikt XVI. Martinos Rücktrittsgesuch vom Amt des Präsidenten des Päpstlichen Rates der Seelsorge für die Migranten und Menschen unterwegs an. Benedikt XVI. nahm am 24. Oktober 2009 Martinos aus Altersgründen vorgebrachtes Rücktrittsgesuch vom Amt des Präsidenten des Päpstlichen Rates für Gerechtigkeit und Frieden an. Seit 2010 war er Großprior des Konstantinordens.

## Wirken
Am 14. Juni 2007 verkündete Renato Raffaele Martino in einer Stellungnahme über die NGO Amnesty International:

„Die Menschenrechtsgruppe hat ihre Aufgabe verraten. Daher müssen Individuen und katholische Organisationen ihre Unterstützung von Amnesty International einstellen.“

Dies bezog er darauf, dass die Menschenrechtsorganisation sich zuvor dafür ausgesprochen hatte, das Recht von Frauen auf einen Schwangerschaftsabbruch in Fällen von Vergewaltigung, bei Inzest und bei Gefahr für die Gesundheit oder das Leben der Frau zu verteidigen. Diese Äußerung wurde stark kritisiert, u. a. von der Grünen-Vorsitzenden Claudia Roth.
Auch wurde dieser Aufruf von Radio Vatikan zwar übertragen, auf der offiziellen Internet-Seite aber nicht vollständig wiedergegeben.

## Mitgliedschaften in der römischen Kurie
Renato Raffaele Martino war Mitglied der folgenden Dikasterien der römischen Kurie:
- Kongregation für die Evangelisierung der Völker (seit 2003[8], bestätigt 2003[9])
- Päpstlicher Rat „Cor Unum“ (seit 2003)[9]
- Güterverwaltung des Apostolischen Stuhls (seit 2003)[9]
- Päpstliche Kommission für den Staat der Vatikanstadt (seit 2005)[10]